# تايس بوما
تايس بوما (بالهولندية: Thijs Bouma)‏ (2 أبريل 1992 بهاردنبيرخ في هولندا - ) هو لاعب كرة قدم هولندي في مركز الدفاع. لعب مع تفينتي أنشخيدة ودي غرافشاب وJong FC Twente ‏ ونادي أوسنابروك والمير سيتي.

## وصلات خارجية
- تايس بوما على موقع قاعدة بيانات كرة القدم.إي يو (الإنجليزية)
- تايس بوما على موقع بيانات كرة القدم. دي إي (الألمانية)
- تايس بوما على موقع عالم كرة القدم.نت (الإنجليزية)